# 内部循環路
内部循環路（ないぶじゅんかんろ）はソウル特別市麻浦区から城東区を結ぶ総延長22.0kmの都市高速道路である。

## インターチェンジなど
- 城山（ソンサン）大橋北端JCT（江辺北路）
- 1 城山（ソンサン）ランプ
- 2 延禧（ヨニ）ランプ
- 3 弘済（ホンジェ）ランプ
- 4 弘恩（ホンウン）ランプ
- 5 貞陵（チョンヌン）ランプ
- 6 吉音（キルム）ランプ
- 鍾岩（チョンアム）JCT
- 7 月谷（ウォルゴク）ランプ
- 8 馬場（マジャン）ランプ

## 通過する地域
- ソウル特別市
  - 麻浦区 - 西大門区 - 城北区 - 東大門区 - 城東区